# 아베 토모리
아베 토모리(일본어: 安部智凛, 1982년 9월 21일 ~ )는 일본의 배우이다.